# アン・ドヒョン
アン・ドヒョン（安度昡、1961年 - ）は、韓国の詩人、大学教授。

## 経歴
1961年、慶尚北道醴泉郡虎鳴面生まれ。圓光大学校国文科卒、檀国大学校修士・博士。全州の又石大学校教授を経て檀国大学校文芸創作科教授。
1977年に大邱大建高校に入学、文芸班・胎動期文学同人会に加入して詩を書き始める。1981年に大邱毎日新聞新春文芸、1984年に東亜日報新春文芸に入選し、1985年「ソウルに向かう全琫準」でデビュー。1998年に素月詩文学賞、2002年に毋岳文学賞など数々の賞を受賞。ウソク大学文芸創作学科で詩を教える。詩集に「氷蟬」、童話「幸せのねむる川」「どんぐりちゃん」、エッセイ集「小さく、低く、ゆっくりと」などがある。
2002年11月より西日本新聞にエッセイを50回連載。2023年4月より文在寅の「平山書房」の理事を務めている。

## 政治活動
共に民主党の熱烈な支持者で、2012年に韓国教育課程評価院が野党の比例代表として国会議員選に出馬する都鍾煥の詩を教科書から削除しようとする勧告を出した際、「私は文在寅候補を支持すると明言し政治活動をしたので、私の作品すべてを追放してください」と抗議した。また、2013年7月に「朴槿恵の在任中には詩を発表しない」とSNS上で絶筆宣言をし、2017年に朴槿恵が弾劾を受けて下野した後にまた詩を発表した。
2019年10月に曹国の関連事態が発生した後、黄晳暎、孔枝泳ら作家1276名と共に「曹国支持」の宣言をし、検察改革を促した。2020年12月に權汝宣、金龍澤、朴玟奎、張錫南、河成蘭、咸敏復、玄基栄ら作家654名と共に検察の権力解除と尹錫悦の検察総長の辞退を要求した。

## 受賞歴
- 1996年、第1回 詩と詩学若い詩人賞
- 1998年、第13回 素月詩文学賞
- 2000年、円光文学賞
- 2002年、第1回 露雀洪思容文学賞
- 2002年、第10回 母岳文学賞

## 邦訳作品
- 『幸せのねむる川』藤田優里子 訳、青春出版社、2003年4月
- 『氷蝉』韓成礼 訳、書肆青樹社、21世紀世界詩人選書、2003年10月
- 『小さく、低く、ゆっくりと』韓成禮 訳、書肆侃侃房、2005年7月　エッセイ集
- 『どんぐりちゃん』イ・ヘリ (イラスト), ゲ・イル 訳、星の環会、(いきものいのち絵本) 、2012年3月
- 『詩人 白石―寄る辺なく気高くさみしく』五十嵐真希訳、新泉社、韓国文学セレクション、2022年9月
- 『アン・ドヒョン詩選集　あさみどりの引っ越し日』五十嵐真希訳、クオン セレクション韓・詩、2025年6月